# Verbandsgemeinde Bad Ems-Nassau

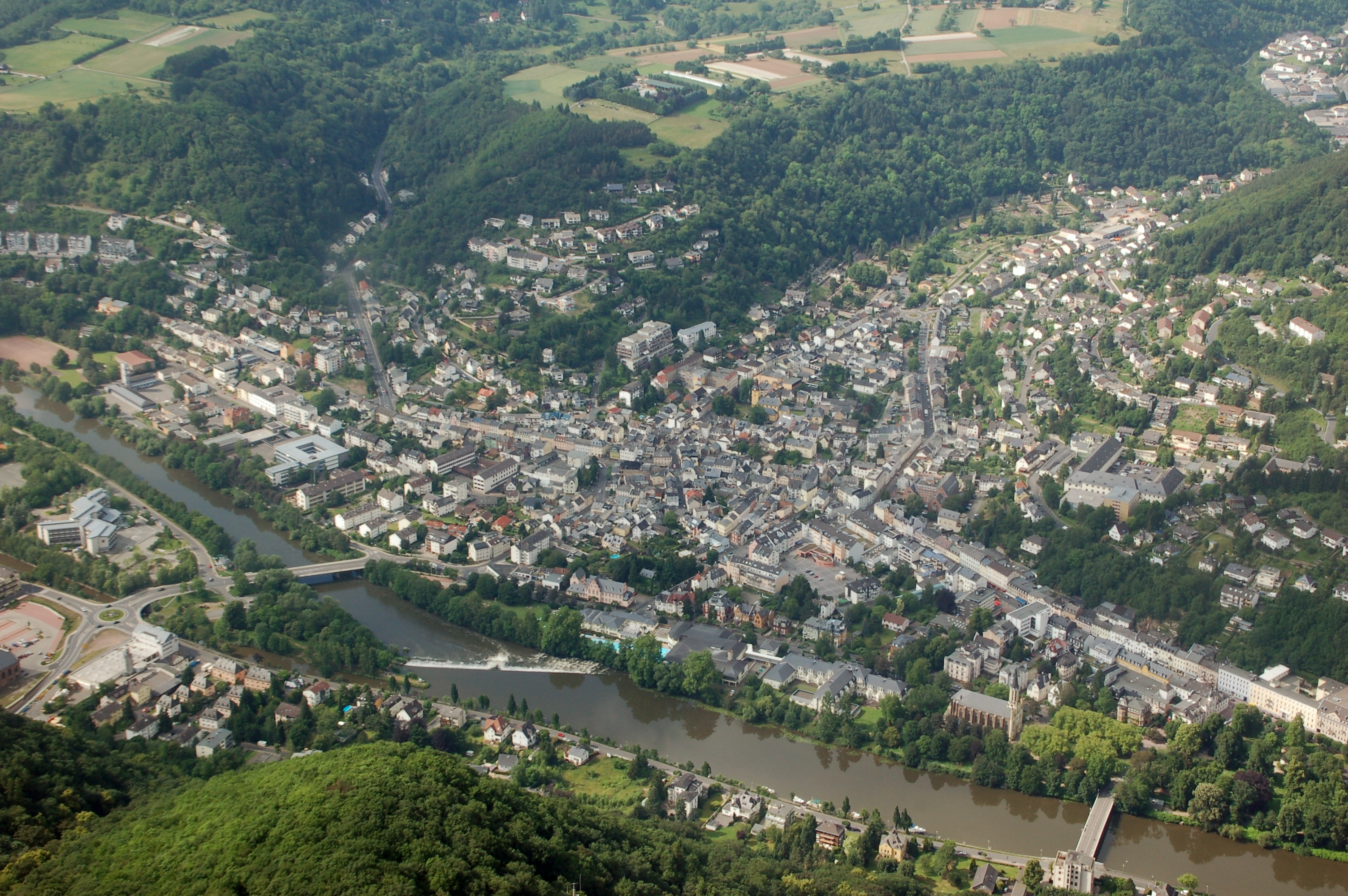
Luftbild Bad Ems

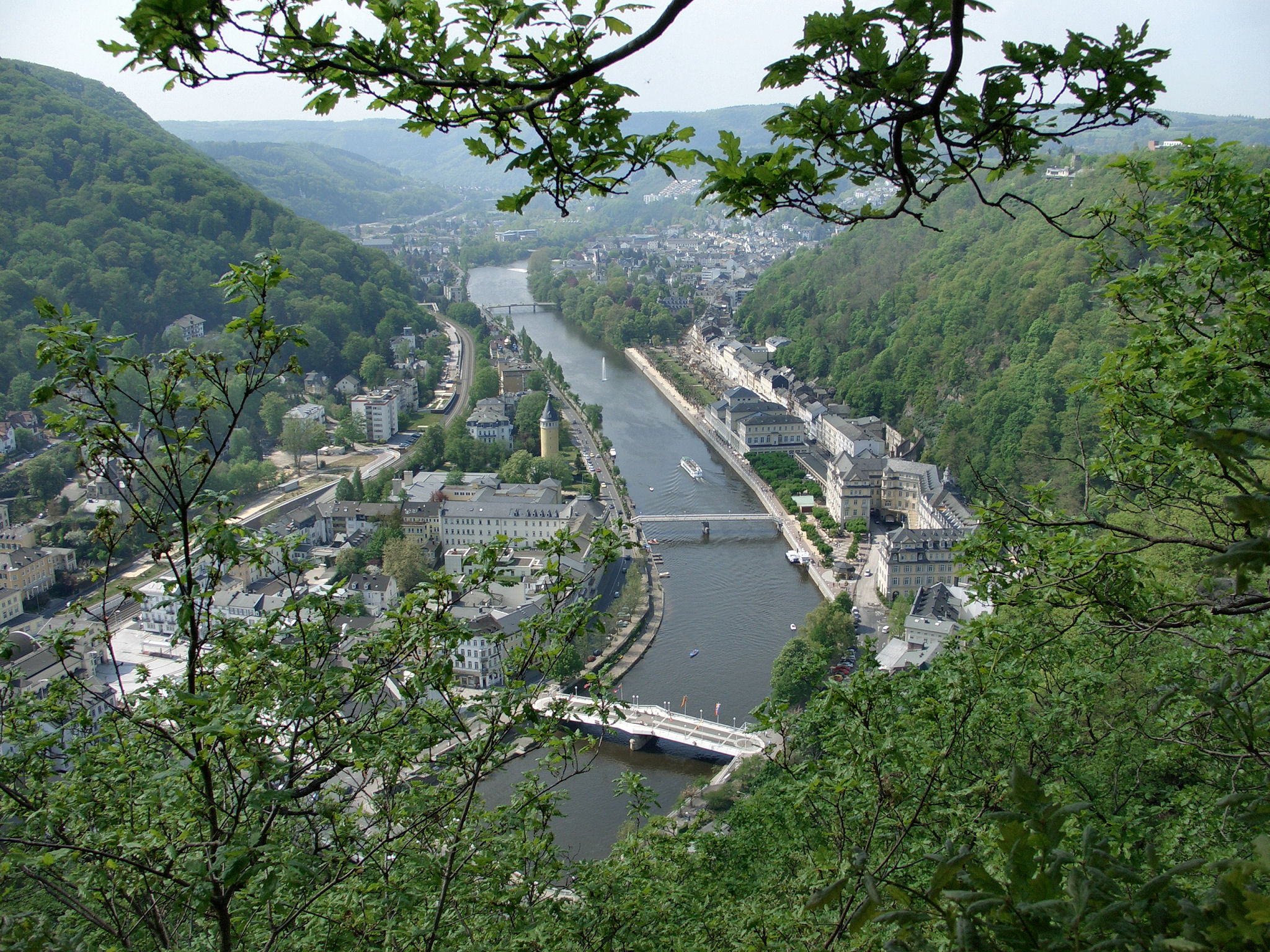
Bad Ems

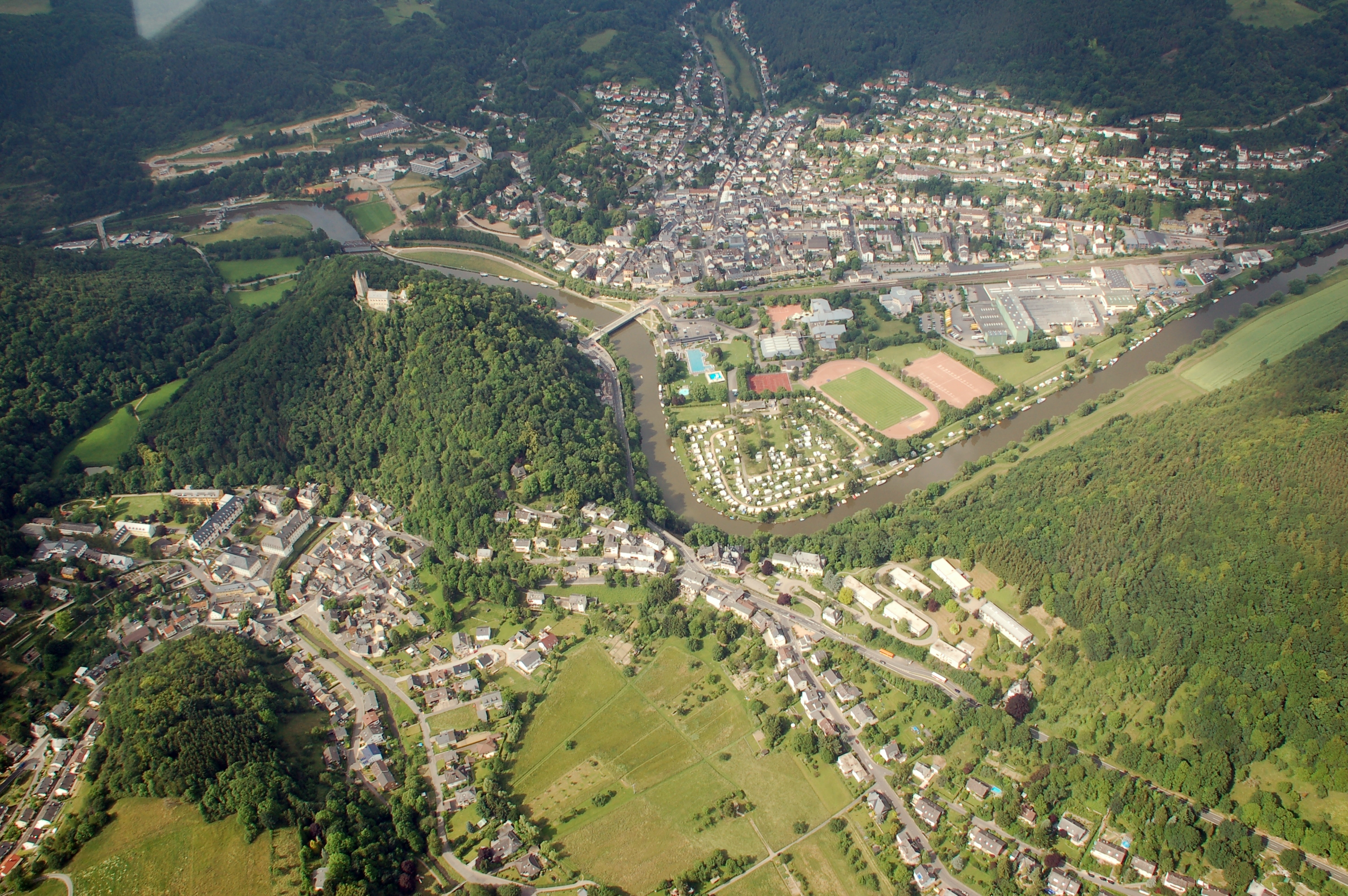
Luftbild Nassau

Die Verbandsgemeinde Bad Ems-Nassau mit Sitz in der Stadt Bad Ems an der Lahn entstand zum 1. Januar 2019 aus den Verbandsgemeinden Bad Ems und Nassau
im Rhein-Lahn-Kreis in Rheinland-Pfalz.

## Verbandsangehörige Gemeinden
| Ortsgemeinde, Stadt             | Fläche (km²) | Einwohner |
| ------------------------------- | ------------ | --------- |
| Arzbach                         | 9,92         | 1.726     |
| Attenhausen                     | 5,85         | 414       |
| Bad Ems, Stadt                  | 15,41        | 10.030    |
| Becheln                         | 4,42         | 656       |
| Dausenau                        | 9,92         | 1.281     |
| Dessighofen                     | 3,57         | 197       |
| Dienethal                       | 1,39         | 225       |
| Dornholzhausen                  | 3,93         | 206       |
| Fachbach                        | 2,23         | 1.305     |
| Frücht                          | 5,53         | 571       |
| Geisig                          | 3,91         | 367       |
| Hömberg                         | 4,86         | 324       |
| Kemmenau                        | 3,78         | 516       |
| Lollschied                      | 4,08         | 177       |
| Miellen                         | 2,06         | 348       |
| Misselberg                      | 0,74         | 85        |
| Nassau, Stadt                   | 17,51        | 4.840     |
| Nievern                         | 4,27         | 1.059     |
| Obernhof                        | 3,85         | 383       |
| Oberwies                        | 2,02         | 148       |
| Pohl                            | 4,24         | 348       |
| Schweighausen                   | 3,66         | 232       |
| Seelbach                        | 7,24         | 454       |
| Singhofen                       | 15,66        | 1.783     |
| Sulzbach                        | 2,22         | 187       |
| Weinähr                         | 3,41         | 440       |
| Winden                          | 6,99         | 734       |
| Zimmerschied                    | 2,19         | 97        |
| Verbandsgemeinde Bad Ems-Nassau | 154,78       | 29.133    |

(Einwohner am 31. Dezember 2024)

## Geschichte
Am 28. September 2010 wurde das Erste Gesetz zur Kommunal- und Verwaltungsreform erlassen mit dem Ziel, Leistungsfähigkeit, Wettbewerbsfähigkeit und Verwaltungskraft der kommunalen Strukturen zu verbessern. Für Verbandsgemeinden wurde festgelegt, dass diese mindestens 12.000 Einwohner (Hauptwohnung am 30. Juni 2009) umfassen sollen. Die Verbandsgemeinde Nassau unterschritt diesen Wert.

### Einwohnerentwicklung
| Verbandsgemeinde Bad Ems-Nassau: Einwohnerzahlen von 2012 bis 2024                                                                 | Verbandsgemeinde Bad Ems-Nassau: Einwohnerzahlen von 2012 bis 2024 | Verbandsgemeinde Bad Ems-Nassau: Einwohnerzahlen von 2012 bis 2024 | Verbandsgemeinde Bad Ems-Nassau: Einwohnerzahlen von 2012 bis 2024 | Verbandsgemeinde Bad Ems-Nassau: Einwohnerzahlen von 2012 bis 2024 |
| --- | ------------------------------------------------------------------ | ------------------------------------------------------------------ | ------------------------------------------------------------------ | ------------------------------------------------------------------ |
| Jahr |                                                                    |                                                                    |                                                                    | Einwohner                                                          |
| 2012 | 2012                                                               |                                                                    | 27.696                                                             | 27.696                                                             |
| 2015 | 2015                                                               |                                                                    | 27.726                                                             | 27.726                                                             |
| 2020 | 2020                                                               |                                                                    | 28.223                                                             | 28.223                                                             |
| 2024 | 2024                                                               |                                                                    | 29.133                                                             | 29.133                                                             |
| Quelle(n): statistik.rlp.de Anmerkung(en): Die Entwicklung der Einwohnerzahl, bezogen auf das heutige Gebiet der Verbandsgemeinde. |                                                                    |                                                                    |                                                                    |                                                                    |

## Verbandsgemeinderat
Der Verbandsgemeinderat Bad Ems-Nassau besteht aus 36 ehrenamtlichen Ratsmitgliedern, die bei der Kommunalwahl am 9. Juni 2024 in einer personalisierten Verhältniswahl gewählt wurden, und dem hauptamtlichen Bürgermeister als Vorsitzendem.
Wegen der Fusion der bisherigen Verbandsgemeinden Bad Ems und Nassau kam es bereits am 16. September 2018 zu einer vorgezogenen Kommunalwahl. Die Amtszeit der bisherigen Verbandsgemeinderäte Bad Ems und Nassau endete per Landesgesetz zum 31. Dezember 2018, die Amtszeit der neuen Ratsmitglieder begann bereits am 1. Januar 2019 und lief bis zu den regulären Wahlen 2024.
Die Sitzverteilung im Verbandsgemeinderat:
| Wahl | SPD | CDU | Grüne | FDP | PARTEI | FWG | UL BEN | Gesamt   |
| ---- | --- | --- | ----- | --- | ------ | --- | ------ | -------- |
| 2024 | 8   | 12  | 3     | 2   | –      | 9   | 2      | 36 Sitze |
| 2018 | 11  | 10  | 3     | 2   | 0      | 10  | –      | 36 Sitze |

- FWG = Freie Wählergruppe Bad Ems - Nassau (bei der Wahl 2018 erreichten „FWG Forum Nassauer Land e. V.“ und „FWG Stadt und VG Bad Ems e. V.“ je fünf Sitze)[6]
- UL BEN = Unabhängige Liste Bad Ems-Nassau e. V.

## Bürgermeister
Uwe Bruchhäuser (SPD) erhielt bei der Bürgermeister-Stichwahl am 30. September 2018 66 Prozent der Stimmen (5094 absolut).
Marion Krätz (CDU) bekam 34 Prozent (2625 Stimmen).
Damit wurde Bruchhäuser zum ersten Bürgermeister der neuen Verbandsgemeinde gewählt.

## Wappen
Die neue Verbandsgemeinde führt ein Wappen mit dem zentralen Element des Nassauer Löwen.
Blasonierung: „In Blau ein goldener, rotbezungter und -bewehrter Löwe, der goldene Spickelschnitt-Schildfuß geteilt durch blauen Wellenbalken.“
Bedeutung: Die Farben des Wappens orientieren sich an den Nassauer Farben Blau und Gold. Das Wappen wird im oberen Teil dominiert von dem nassauischen Löwen, der in goldener Farbe und rotbewehrt auf blauem Grund dargestellt wird. Die goldene Fläche im unteren Teil des Wappens wird durch angespitzte Palisaden begrenzt, die den römischen Limes darstellen sollen. Darüber hinaus ist in der goldenen Fläche ein blauer Wellenbalken dargestellt, der den Fluss „Lahn“ symbolisieren soll. Sowohl der römische Limes als auch die Lahn sind historisch und geografisch prägende Elemente in beiden ehemaligen Verbandsgemeinden.